# Ivan Kukoč
Ivan (Ivica) Kukoč (alias Jordan, Split, 9. ožujka 1918. – ?, 25. siječnja 2005.), general-pukovnik JNA i sudionik Narodnooslobodilačkog pokreta.

## Životopis
Rođen je 9. ožujka 1918. godine u Splitu. Prije Drugog svjetskog rata radio je kao strojarski radnik. Od 1935. godine bio je član KPJ.
Tijekom 1941. godine i do kolovoza 1942. godine radio je u organizaciji Komunističke partije Hrvatske i kao sekretar Pokrajinskog komiteta SKOJ za Dalmaciju. U Narodnooslobodilačkoj vojsci Jugoslavije je od 1942. godine. Bio je politički komesar 9. dalmatinske divizije i 8. dalmatinskog korpusa NOVJ-a.
Poslije rata je bio na raznim partijskim i upravnim pozicijama u Splitu, Zagrebu i Beogradu, a zatim ponovo u JNA, gdje je bio načelnik Uprave vojne industrije, pomoćnik državnog sekretara za narodnu obranu. Također je bio izabran za člana Konferecije SKJ u JNA.[nedostaje izvor]

## Odlikovanja
- Orden narodnog oslobođenja
- Orden ratne zastave
- Orden zasluga za narod sa zlatnom zvijezdom